# Соловйов Яків Іванович
Яків Іванович Соловйов (1932, село Кобиловка, тепер Ракитянського району Бєлгородської області, Російська Федерація — ?) — український радянський діяч, новатор виробництва, шахтар, бригадир прохідницької бригади Яновського гідрорудника тресту «Краснолучвугілля» Луганської області. Депутат Верховної Ради УРСР 6-го скликання.

## Біографія
Народився в селянській родині. Трудову діяльність розпочав у 1949 році слюсарем-фрезерувальником заводу «Молот» міста Єйськ Краснодарського краю.
З 1951 по 1955 рік служив у Радянській армії. Після демобілізації переїхав на Донбас.
У 1955—1960 роках — машиніст вугільного комбайну, врубмашиніст, кріпильник шахти № 17—17-біс тресту «Краснолучвугілля» Ворошиловградської (Луганської) області.
З 1960 року — бригадир-гідромоніторник прохідницької бригади Яновського гідрорудника тресту «Краснолучвугілля» Луганської області.

## Нагороди
- ордени
- медалі
- знак «Шахтарська слава» ІІІ ст.